# Metesd község
Metesd község (románul: Comuna Meteș) község Fehér megyében, Romániában. Központja Metesd, beosztott falvai Isca, Kisompoly, Lunkarész, Lunkatelep, Ompolygyepű, Ompolymező, Ompolyremete, Ompolyszáda, Poiana Ursului, Pădurea, Tótfalud.

## Népessége
A 2011-es népszámlálás adatai alapján a község népessége 2860 fő volt.